# Getonia floribunda
Dực đài (danh pháp khoa học: Getonia floribunda) là một loài thực vật có hoa trong họ Trâm bầu. Loài này được William Roxburgh mô tả khoa học đầu tiên năm 1795. Nó cũng là loài duy nhất của chi Getonia.

## Lịch sử phân loại
Danh pháp Calycopteris lần đầu tiên được Jean-Baptiste Lamarck đề cập năm 1793 trong hình minh họa tại tabula 357, nhưng không có mô tả kèm theo. Vì thế danh pháp này là công bố không hợp thức (nom. inval.).
Năm 1795, William Roxburgh cung cấp mô tả chi tiết kèm hình minh họa cho chi và loài với danh pháp tương ứng là Getonia và Getonia floribunda.
Năm 1811 Jean Louis Marie Poiret hợp lệ hóa danh pháp Calycopteris và tạo danh pháp Calycopteris floribunda với dẫn chiếu tới Getonia floribunda của Roxburgh; như thế Calycopteris là danh pháp không hợp lệ và dư thừa (nom. illeg. nom. superfl.). Năm 1819 Jean-Baptiste Lamarck công bố Calycopteris và Calycopteris floribunda với ý định như là loài và chi mới, nhưng vô tình thì Calycopteris floribunda của Lamark lại trở thành tổ hợp tên gọi mới (comb. nov.) và là đồng nghĩa muộn của danh pháp mà Poiret đã công bố năm 1811.

## Mô tả
Dây leo cao tới 10 m hoặc hơn. Cành con rậm lông. Cuống lá 8-12 mm, rậm lông; phiến lá màu xanh lục ở mặt gần trục, 5-15 × 3-7 cm, dạng da, mặt xa trục rậm vảy và lông sẫm màu, mặt gần có lông sau nhẵn nhụi nhưng có lông bền ở gân giữa và các gân bên; gân bên 5-8(-10) cặp. Chùy hoa dài tới 30 cm hoặc hơn; cuống và trục cán hoa rậm lông; lá bắc 2-3 mm, rậm lông. Đài hoa hình ống 7-10 mm khi nở hoa, mặt xa trục rậm lông; các thùy 2-3,5 mm khi nở hoa, cả hai mặt rậm lông. Chỉ nhị 2-3 mm. Quả 18-23 mm bao gồm cả các thùy đài hoa, rậm lông; các thùy đài hoa bền dài 10-14 mm, có 3 gân dọc với các gân hình mắt lưới ở giữa, cả hai mặt có lông, đặc biệt trên các gân, hoặc sau nhẵn nhụi, mặt xa trục thưa vảy sẫm màu. Ra hoa tháng 3-4, tạo quả tháng 5-6. 2n = 26.

## Phân bố
Loài này là bản địa Ấn Độ (gồm cả quần đảo Andaman, Assam), Bangladesh, Campuchia, Lào, Malaysia, Myanmar, Singapore, Thái Lan, tây nam Trung Quốc (tây Vân Nam), Việt Nam. Môi trường sống là các khu rừng gió mùa, bìa rừng; cao độ 300-600 m.

## Lưu ý
Cả The Plant List và Flora of China đều liệt kê Poivrea sericea Walp., 1843 như là đồng nghĩa của Getonia floribunda. Tuy nhiên, Walpers dẫn chiếu nó tới Combretum sericeum của nhà thực vật học Scotland George Don (1798-1856) cho loài ở Sierra Leone (châu Phi), Sai sót này có thể là do danh pháp Combretum sericeum được C. B. Clarke dẫn Nathaniel Wallich khi đề cập tới Calycopteris floribunda cho loài ở Nam Á và Đông Nam Á trong The Flora of British India.